# Lokakṣema
Lokakṣema (支婁迦讖, Pinyin: Zhī Lóujiāchèn, Wade-Giles: Chih Lou-chia-ch'en, giapponese: Shi Rukasen; II sec. – Loyang, II sec.) è stato un monaco buddhista e traduttore kushan, traduttore di testi dal sanscrito al cinese.
Il suo nome, in sanscrito, significa "Benessere del Mondo". Non si hanno particolari notizie di questo monaco-traduttore e missionario Mahayana di etnia yuezhi, proveniente dall'Impero Kushan. Sappiamo che è giunto nella capitale della Dinastia Han orientale, Luoyang, non prima del 150, sotto l'imperatore Huandi (conosciuto anche come Liuzhi, regno: 146-67, niánhào He Ping), alcuni anni prima del principe persiano, divenuto monaco, Ān Shìgāo. Sappiamo anche che era di stirpe yuezhi dal prefisso del suo nome zhī (支), che identificava, nella Cina di quel periodo, tale etnia. Proveniva, quindi, dall'Impero Kushan, all'epoca governato da un sovrano devotamente buddista, Kanishka I. A Luoyang fu certamente attivo tra il 168 e il 188, e lì tradusse diversi sutra Mahayana e convertì, a questa corrente buddista, il primo monaco cinese.
Nella capitale imperiale tradusse, dal sanscrito al cinese, diverse opere oggi contenute nel Canone cinese, tra le quali:
- Dàoxíng bōrě jīng (道行般若經, sanscrito Aṣṭasāhasrikāprajñāpāramitāsūtra, giapp. Dōgyōhannya kyō, Sutra della saggezza trascendente in ottomila stanze, T.D. 224), nel 179, in 10 fascicoli; forse il prajñāpāramitāsūtra più antico, composto nel I sec. a.e.v..[1]
- Bānzhōu sānmèi jīng (般舟三昧經, sanscrito Pratyutpanna-buddha-saṃmukhâvasthita-samādhi-sūtra, giapp. Hanju zanmai kyō, T.D. 418) in 3 fascicoli[2];
- Shǒu lèngyán jīng (首楞嚴經, sanscrito o Śūraṃgamasamādhi sūtra, giapp. Shuryōgon kyō, Sutra del raccoglimento dell'eroica marcia), una parziale traduzione; la prima traduzione completa si trova nel Jīngjíbù ed è ascrivibile a Kumārajīva nel 402.
- Fóshuō wúliáng qīngjìng píngděngjué jīnging (佛說無量淸淨平等覺經, sanscrito Sukhāvatīvyūha-sūtra, giapp. Bussetsu muryōshōjōbyōdō kaku kyō T.D. 361)
- Dà bǎojī jīng (寶積經, sanscrito Ratnakūṭa-sūtra , giapp. Dai hōshaku kyō, Sutra del cumulo di gioielli), una parziale traduzione; la prima traduzione completa si trova nel Bǎojībù ed è opera di Bodhiruci nel 706.
- Ashe shiwang jing (阿闍世王經, sanscrito Ajātaśatru-kaukṛtyavinodana-sūtra, T.D. 626).